# الدوري البحريني الممتاز 1981–82
الدوري البحريني الممتاز 1981-1982 هي النسخة السادسة والعشرين من الدوري البحريني الممتاز.

## نظرة عامة
توج الرفاع الغربي باللقب.